# Kovačevac (Újgradiska)
Kovačevac falu Horvátországban, Bród-Szávamente megyében. Közigazgatásilag Újgradiskához tartozik.

## Fekvése
Bródtól légvonalban 51, közúton 57 km-re nyugatra, Pozsegától légvonalban 25, közúton 32 km-re délnyugatra, községközpontjától 1 km-re nyugatra, Nyugat-Szlavóniában, a Novszkát Bróddal összekötő főút mentén fekszik ott, ahol a Kovačevački-patakon a főút áthalad.

## Története
A falutól keletre emelkedő Slavča-hegy leleteinek tanúsága szerint területe már a kőkorszakban is lakott volt. Az első leleteket (főként cseréptöredékeket, kőszerszámokat) 1907-ben Gjuro Szabo találta meg ezen a helyen. A 20. század közepéig itt összegyűjtött nagy mennyiségű leletet a városi múzeumban őrzik. Ezek legnagyobb része a középső neolitikumi Sopot kultúrához, kisebb részük pedig a késő rézkori Kosztolác-kultúrához és a Vučedoli kultúrához tartozik. A Šumetlica-patak, mely ma is a Slavča-hegy alatt ered, fontos ivóvíz és élelemforrás volt az itt élők számára. A medréből kinyert kék agyag kiváló volt az edények készítéséhez. Mára a hegy tetejét már lepusztította az erózió és a szőlőművelés. A régészeti feltárások 1997-ben újraindultak és lényegében azóta is tartanak.
A település első írásos említése 1445-ben „Kowachowcz”, majd tíz évvel később „Kowaczocz”, 1464-ben pedig „Kowachewcz” alakban történt. Mindannyiszor köznemesek nevében szerepel. 1698-ban „Kovacsevacz” néven, mint Csernekkel nyugatról szomszédos település szerepel a török uralom alól felszabadított szlavóniai települések összeírásában. 1760-ban 28 ház állt a településen, közülük 19 pravoszláv, 9 pedig katolikus híveké volt. Az első katonai felmérés térképén „Kovachevacz” néven található. Lipszky János 1808-ban Budán kiadott repertóriumában „Kovacsevac” néven szerepel. Nagy Lajos 1829-ben kiadott művében „Kovachevacz” néven 45 házzal, 144 katolikus és 89 ortodox vallású lakossal találjuk. A gradiskai határőrezredhez tartozott.
Miután 1871-ben megszűnt a katonai közigazgatás, Horvátországhoz, Pozsega vármegyéhez csatolták. 1881-ben a vármegye Újgradiskai járásának része lett. 1857-ben 306, 1910-ben 566 lakosa volt. Az 1910-es népszámlálás szerint lakosságának 51%-a horvát, 42%-a szerb, 3%-a magyar, 2%-a szlovák anyanyelvű volt. Pozsega vármegye Újgradiskai járásának része volt. Az első világháború után 1918-ban az új szerb-horvát-szlovén állam, 1929-ben a Jugoszláv Királyság, majd 1945-ben Jugoszlávia része lett. A település 1991-től a független Horvátországhoz tartozik. 1991-ben lakosságának 59%-a horvát, 27%-a szerb, 5%-a jugoszláv nemzetiségű volt. A délszláv háború során a település 1991 szeptemberétől 1992. január 3-ig naponta szenvedett az Újgradiska védőit nyugatról támadó szerb csapatok támadásaitól. Ennek során szinte minden épületet károk értek. 1995. május 1-jén és 2-án a „Bljesak” hadművelet során egész Nyugat-Szlavóniát visszafoglalta a horvát hadsereg. Ezzel a térség végleg megszabadult a harcok okozta megpróbáltatásoktól. A szerb lakosság legnagyobb része elmenekült. 2011-ben a 669 lakosa volt.

## Lakossága
| Lakosság változása | Lakosság változása | Lakosság változása | Lakosság változása | Lakosság változása | Lakosság változása | Lakosság változása | Lakosság változása | Lakosság változása | Lakosság változása | Lakosság változása | Lakosság változása | Lakosság változása | Lakosság változása | Lakosság változása | Lakosság változása |
| ------------------ | ------------------ | ------------------ | ------------------ | ------------------ | ------------------ | ------------------ | ------------------ | ------------------ | ------------------ | ------------------ | ------------------ | ------------------ | ------------------ | ------------------ | ------------------ |
| 1857               | 1869               | 1880               | 1890               | 1900               | 1910               | 1921               | 1931               | 1948               | 1953               | 1961               | 1971               | 1981               | 1991               | 2001               | 2011               |
| 306                | 305                | 283                | 383                | 470                | 566                | 510                | 547                | 613                | 651                | 685                | 791                | 835                | 807                | 699                | 669                |

## Nevezetességei
Szent Vince tiszteletére szentelt római katolikus kápolnája az 1960-as években épült az Újgradiskáról Okucsányra vezető úttól északra.